# Stephen Valot
Stephen Valot, né Jules Marie Auguste Stéphane Valot à Chalèze (Doubs) le 24 septembre 1879 et mort à Paris (Ve arrondissement) le 18 août 1950, est un journaliste français qui fut président du Syndicat national des journalistes (SNJ) puis secrétaire général de la Fédération internationale des journalistes.

## Biographie
Stephen Valot fut pendant quinze ans journaliste à L'Œuvre, où il avait été recruté par Gustave Théry en 1917. Il rejoint ensuite La République d'Émile Roche.
Avec Francis Delaisi, il est adhérent de la Ligue de la République, créée en 1921 pour lutter contre le Bloc national. Secrétaire général adjoint du Syndicat national des journalistes (SNJ) à partir de 1934, il succède au poste de secrétaire général à Georges Bourdon, qui est aussi président.